# Amphitrite IV
Pour les articles homonymes, voir Amphitrite (homonymie).
L’Amphitrite IV (auparavant connu sous les noms de Malvina et de Bouboulina) est un navire acquis par la marine hellénique en 1873 et coulé en avril 1941.
Bâti en 1864 à Birkenhead au Royaume-Uni, l’Amphitrite porte d'abord le nom de Malvina. Le royaume de Grèce le rachète en 1873 et lui donne le nom de Bouboulina. En 1895, le navire est transformé en yacht royal par Georges Ier, qui le renomme Amphitrite.

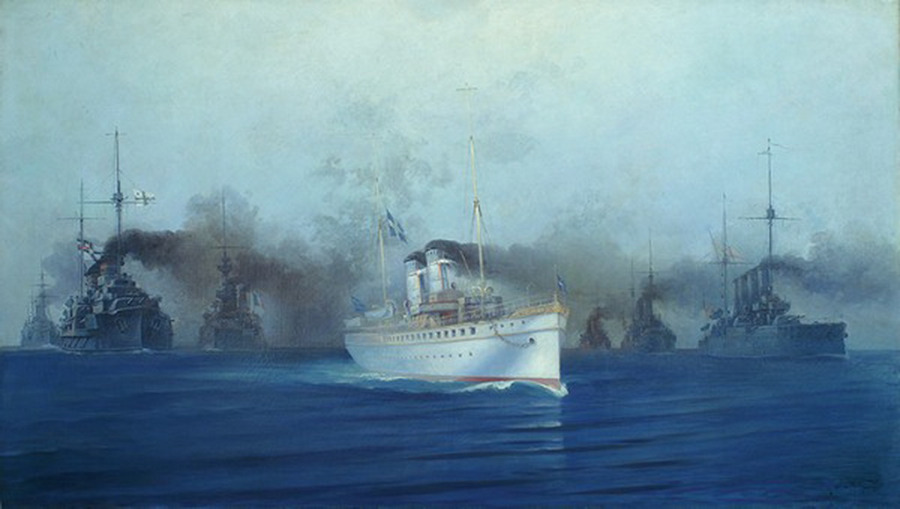
Transport du corps du roi Georges Ier par l’Amphitrite et son escorte,, 1913.

En 1913, il transporte de Thessalonique au Pirée le corps du roi Georges Ier, assassiné peu après la libération de la ville. Il est escorté à cette occasion de trois destroyers grecs, de la canonnière russe Ouraletz (de), du croiseur de bataille allemand Goeben, du croiseur britannique Yarmouth, du croiseur français Bruix et du croiseur italien San Giorgio.
Après 1917, le navire connaît plusieurs utilisations : hôpital militaire flottant (1918), navire école et navire de ravitaillement des sous-marins (1934).
L’Amphitrite est détruit en avril 1941, lors d'un raid aérien au cours de la Seconde Guerre mondiale.